# جينو كويتينهو
جينو كويتينهو (بالهولندية: Gino Coutinho)‏ (5 أغسطس 1982 بسيرتوخيمبوس في هولندا - ) هو لاعب كرة قدم هولندي في مركز حراسة المرمى. شارك مع منتخب هولندا تحت 21 سنة لكرة القدم. أما مع النوادي، فقد لعب مع أدو دين هاغ وإي زد ألكمار ودين بوستش وفيتيسه آرنهم ونادي آيندهوفن ونادي إكسلسيور وناك بريدا.

## وصلات خارجية
- جينو كويتينهو على موقع الاتحاد الدولي (مؤرشف)  (الإنجليزية)
- جينو كويتينهو على موقع قاعدة بيانات كرة القدم.إي يو (الإنجليزية)
- جينو كويتينهو على موقع Soccerway.com (الإنجليزية)
- جينو كويتينهو على موقع عالم كرة القدم.نت (الإنجليزية)
- جينو كويتينهو على موقع AS.com (الإسبانية)